# もりやすバンバンビガロ
もりやすバンバンビガロ（1984年3月16日 - ）は、日本のお笑いタレント、大道芸人。吉本興業所属。京都府宇治市出身。本名は森 大輔（もり だいすけ）。

## 略歴
- かおり幼稚園卒園、宇治市立南部小学校、京都府立莵道高等学校卒業[1][2]。
- JR宇治駅前の「長崎ちゃんぽん どんたく」、ドトールコーヒー、高校時代は正月に郵便局でバイトをしていた[3]。また、20歳の時の1年間、京都で人力車の車夫をやっていた[4]。
- NSC入学当初は新喜劇コースに所属していたが、他の生徒が面白すぎてついていけず、漫才コースに異動した[5]。在学中、「こんなに面白い人がいるんやったら無理や」と思ってしまい、6月頃から養成所に通わなくなったため、当時は森の存在を知らない同期もいた。9月頃に再度養成所に通ったが結局馴染めず、卒業公演にも出演しなかった。当日は家で「今日卒業公演やなあ」と思いを馳せていた[5]。今となってはNSCの講師を務めている[5]。また、25期生ではなく28期生と勘違いされることがあり、28期生に敬語を使ってもらえないことがよくある。
- ジャグリングはYouTubeの動画や関西で活躍する大道芸人から習得した[6]。
- かつて「ちゃんぽん」という漫才コンビを結成して活動していた。森がツッコミを担当していたが、オーディションに落ちてばかりで喧嘩が多く、最終的に「方向性がちゃう！」と解散に至った。その後、元相方は芸人を辞めたが森と同じ大道芸の道に進んだため、結局2人の方向性は同じだった[3]。
- 2010年3月20日放送の「爆笑ホワイトカーペット」のオープニングで、出演芸人のリストを見た司会の今田耕司から「思わず言いたくなる名前『もりやすバンバンビガロ』」と芸名の語呂の良さを評価され、その日のGoogle検索の検索数1位となった。
- 2013年9月4日に一般女性と結婚したが、2020年1月に離婚。

## 芸風
主にジャグリングやマジックなどのパフォーマンスが主体。果物や野菜を噛りながらのジャグリングが定番である。

## エピソード・人物
- 4人兄妹の次男。兄が1人、妹が2人いる[3]。
- 学生時代は人気者ではなく、森がNSCに行くと知った時は周りに「なんで行くねや！？絶対無理やんか！」と驚かれていた。成績が悪かったわけでもなく、中の中だった[3]。
- 18歳の頃まで血液型はO型だと思っていたが、献血をした際にA型であることが判明した[6]。

- 当初は大道芸をやることは考えておらず、ダウンタウンやウッチャンナンチャンのような芸人を目指していた[4]。

- 芸名は、元サッカー選手であり現在サッカー日本代表の監督を務めている森保一とプロレスラーのバンバン・ビガロからとったもので、先輩に付けてもらったもの。その他、もりやすベイダー、もりやすオリンピコ、もりやすバーナード、もりやすホーラン、もりやすゴッチなど46個の候補があり、海外のレスラーの名前から取ったものが多かった。現在の芸名を選んだ理由は、ダウンタウン、ナインティナイン、ウッチャンナンチャンなど、「ン」が2つ付く名前だと売れるイメージを持っていたからである[2]。
- 主に「バンバン」「バンバンさん」「ビガ兄」と呼ばれるが、たむらけんじは「ビガーロ」、もう中学生は「もりやす氏」「ビガロ氏」、くまだまさしは「バンちゃん」、すっちーは「バンビ」、矢野勝也（矢野・兵動）は「もりバン」、プラス・マイナスは「バンバン」と呼ぶ[2][3][6]。
- 衣装はAmazonで購入した黒ベースのパックマンのスーツや、白い星柄のスーツなどを着ている[7]。高校生の頃までは天然パーマがコンプレックスであり、かつてはストレートパーマをかけて活動していた。美容師の提案でストレートパーマを止めたところ、ファンや他の芸人仲間から好評だったため、現在は天然パーマで活動している[3][8]。
  - 以前は頭に紙風船、髪型はマッシュルームヘア、丸メガネ、柄シャツ、蝶ネクタイ、リンゴの柄と自身の名前が書かれた黄色の法被、カラーパンツ、爪先部分が膨らんだ靴を衣装にしていた。
- 眼鏡を4つ持っている。普段使い用、舞台用、残り2つは買い間違いあるいはスペア[6]。
- 芸で使用する3つのリンゴは自分で育てたもので、長野県安曇野市に個人所有の木がある。リンゴはライブ後などに全て食べ切っており、それだけで満腹になるため、他に何も食べなくなってしまい、どんどん体重が減っていった。不安を感じ3つ全てを食べるを止め、現在は1つだけ全て食べ切っている。残りはジャムなどにしているが、自身はパンよりごはん派で、食べきれずに腐らせてしまったことがある[1]。
- 個人YouTubeチャンネルでは大道芸の披露やトークの他、子供向けに「おてだまじゅぎょう」などの動画を投稿している。2020年6月からは不定期でライブ配信「ばんじどり」を行っている[9]。
- ネット用語「w（わら）」の意味や読み方が分からず、「www（うーー）」と読むと思っていた[3]。
- 芸中に登場する鳩は自身で飼っている銀鳩で、「ほーちゃん」という名前を付けている。性別や年齢は不明だが、森はメスだと思っており、卵を産むのではと心配している[3][7]。
- 京都出身だが、京都弁や関西弁ではあまり話さない。仕事で話す機会が多いため、普段も共通語で話すことが多くなった。まれに京都弁のイントネーションが出る時がある[3]。
- 地声は低いが、芸披露の際は場を盛り上げるために声を高くしている[3]。
- 客に手伝ってもらう芸を披露する際は、最初にステージに出た時、手伝ってくれそうな人を探すため、前列側の客をしっかり見ている。前列にいた人の顔はライブ後でも覚えている[3]。
- 一輪車に乗れるので運動神経がいいと思われるが、スポーツ系は不得意で、小学生の頃にサッカーをやっていたがずっと補欠だった。手先は器用で、学校の掃除時間は手に箒を乗せて遊んでいた[3]。また、算盤を習っていた[10]。
- ゲームはツムツムをよくプレイしていた。RPGは苦手[3]。
- 芸中、高い声を出したり、食べ物を食い散らかしたり、ホイットニーヒューストンの曲を流したり一輪車に乗ったりするため、気が狂ってると思われるらしい[3]。
- 岡村隆史（ナインティナイン）率いる岡村軍団の一員[11]。
- 同期の森田展義は、「気使わんで悪口言える人」[6]。NSC時代に唯一面白くないと思ったとも語っている。
- 一番に可愛がっている後輩として、吉本の大道芸人・木下弱を挙げており、森は木下を「きのたん」と呼んでいる。
- 好きな漫才師が多くおり、同じネタのちょっとした変化に気付くことができる。大勢いる中で舞台に立てている漫才師は凄いと語っている[6]。
- 掃除を好まず、ルンバに帽子を投げて乗せる遊びをしている[10]。
- 大道芸人以外になりたい職業は「足ツボ押す人」[10]。
- 料理はできないが強いて言うと、アボカドと納豆と海苔と納豆のタレを混ぜたものと、梅干し、紫蘇、きゅうり、トマトを切って混ぜたものと、ラーメンに卵を入れるのが得意[10][12]。
- 潔癖ではないが、犬などの動物に舐められた時は気にしてしまう[2]。
- 喫煙者であったが、医者に注意されてすぐに禁煙した。
- 海外でも芸を披露する事があり、その時は英語で芸をするが得意ではないため、2021年現在、オンラインで英会話を習い始めている。
- 2024年11月3日、イオンモール倉敷でのイベント内のパーソナルカラー診断で【ブルベ】と診断結果が出て、Xのプロフィールに自ら追加した。

## 出囃子・芸中BGM
BELLINI「SAMBA DE JANEIRO」

## 出演
- 爆笑ホワイトカーペット（2010年3月20日、フジテレビ） - キャッチコピーは「一瞬のショータイム」
- 爆笑レッドカーペット（フジテレビ） - 2010年4月18日初登場、キャッチコピーは「一瞬のショータイム」

2010年6月20日放送でレッドカーペット賞受賞（3回目の出演で受賞）
- 麒麟の部屋（毎日放送）
- なるみ・岡村の過ぎるTV（ABCテレビ） - 不定期でロケ出演
- ごぶごぶ（2014年6月24日、毎日放送）
- ENGEIグランドスラム（2016年2月13日、フジテレビ）
- 乃木坂工事中（2016年10月10日（9日深夜）、テレビ愛知）
- お笑い演芸館（BS朝日）−不定期出演
- 笑点（2018年8月19日、日本テレビ）
- 24時間テレビ44（2021年8月22日）「チャリティー笑点」へ出演
- ザ・ベストワン（2020年8月2日、TBSテレビ）
- まつもtoなかい（2023年8月20日、フジテレビ）
- 発信Live ジモトノチカラ！（2024年7月〜BSよしもと）- 毎週木曜サブMC